# Pespire
Pespire – gmina (municipio) w południowym Hondurasie, w departamencie Choluteca. W 2010 roku zamieszkana była przez ok. 25,8 tys. mieszkańców. Siedzibą administracyjną jest miejscowość Pespire.

## Położenie
Gmina położona jest w zachodniej części departamentu. Graniczy z 7 gminami:
- San José, San Isidro i San Antonio de Flores od północy,
- Soledad od północnego wschodu,
- Orocuina od wschodu,
- Choluteca i San Lorenzo od południa,
- Nacaome od zachodu.

## Miejscowości
Według Narodowego Instytutu Statystycznego Hondurasu na terenie gminy położone były następujące miejscowości:
- Pespire
- Cacautare
- Concepción El Brasilar
- El Espinal
- El Guayabo
- Esquimay Arriba
- Marilica
- San Antonio de Padua
- San Juan Bautista
- San Juan Bosco

## Demografia
Według danych honduraskiego Narodowego Instytutu Statystycznego na rok 2010 struktura wiekowa i płciowa ludności w gminie przedstawiała się następująco:
| Wiek      | 0–3   | 4–6   | 7–12  | 13–17 | 18–24 | 25–64 | 65+   | razem  |
| Pespire   | 2 558 | 2 045 | 4 343 | 3 212 | 3 045 | 8 926 | 1 696 | 25 825 |
| Mężczyźni | 1 328 | 1 055 | 2 229 | 1 686 | 1 626 | 4 378 | 778   | 13 079 |
| Kobieta   | 1 230 | 991   | 2 115 | 1 526 | 1 419 | 4 547 | 918   | 12 746 |